# روندا رينيه فوسكول
روندا رينيه فوسكول (بالإنجليزية: Rhonda Voskuhl)‏ طبيبة وعالمة أبحاث وأستاذة أمريكية. وهي عضو في معهد أبحاث الدماغ (BRI) في كلية الطب ديفيد جيفن في جامعة كاليفورنيا ، ومدير برنامج التصلب المتعدد. نشر فوسكول العديد من المقالات العلمية في المجلات الأكاديمية وعمل في دور الباحث الرئيسي للعديد من تجارب العلاج التي تبحث في العلاجات المحتملة للتصلب المتعدد (MS) . 

## ابحاث

### نهج ونهج البحث
وصفت فوسكول بحثها بأنه «من السرير إلى المقعد إلى جانب السرير» ، مما يعني أن الملاحظات التي تم إجراؤها في البيئات السريرية تُستخدم كأساس للتحقيق في الآليات البيولوجية ذات الصلة للعمل. ثم يتم تطبيق المعلومات المكتشفة في بيئة سريرية . عادةً من خلال العلاج بالعقاقير. 

### مرض التصلب العصبي المتعدد والهرمونات الجنسية الأنثوية
بسبب الاختلافات الموثقة جيدًا في انتشار مرض التصلب العصبي المتعدد في الذكور والإناث،    تحول البحث الكبير عن حالة المناعة الذاتية إلى التأثيرات العصبية التحفظية للهرمونات الجنسية. أدت أدلة قمع أعراض التصلب المتعدد لدى النساء الحوامل في الفصل الثالث  نهاية المطاف إلى التركيز على هرمون الجنس الأنثوي estriol.

#### نموذج الفأر: التهاب الدماغ والنخاع الشوكي المناعي الذاتي (EAE)
في عام 2001 ، نشرت فوسكول مقالًا يوضح الاختلافات في EAE بين الفئران من الذكور والإناث ؛ وأشارت إلى أن الإناث أكثر عرضة للإصابة بالمرض، مما يعكس الاختلاف الجنسي في مرض التصلب العصبي المتعدد لدى البشر. وقد وجد أن التأثيرات العصبية للتستوستيرون ساهمت بشكل كبير في هذا التناقض في الفئران. ومع ذلك، يتم تقليل هذا الفارق بين الجنسين خلال أواخر الحمل لدى الإناث، عندما تكون مستويات estriol أعلى بكثير من فترات الحياة الأخرى. حددت فوسكول مقالتها مستويات عالية من الأستريول كتفسير محتمل لتقليل أعراض EAE التي لوحظت خلال أواخر الحمل. 

#### علاج Estriol للنساء مع مرض التصلب العصبي المتعدد
في عام 2002 ، كانت فوسكول جزءًا من فريق التحقيق الذي وجد أن علاج النساء غير الحوامل بـ 8   ساعد ملغ / يوم استريول في تخفيف الأعراض، بما في ذلك عدد الآفات وحجمها. عند التوقف عن العلاج، عاد عدد الآفات وحجمها إلى مستويات ما قبل العلاج. بعد إعادة العلاج، انخفض عدد الآفات والحجم مرة أخرى بشكل ملحوظ. كما تحسنت القدرة المعرفية، التي تم تقييمها من خلال اختبار الإضافة التسلسلية السمعية (PASAT) ، في أولئك الذين تم علاجهم بالإستريول. في ملخص المؤلفين، أشاروا إلى أن هذه النتيجة تبرر إجراء المزيد من التجارب من خلال تجربة سريرية يتم التحكم فيها بالغفل.  كانت هذه التجربة صغيرة، حيث كانت ست نساء فقط مصابات بتصلب متعدد انتكاسي (RRMS) وأربع نساء مصابات بالتصلب المتعدد التقدمي الثانوي (SPMS) أنهوا التجربة. لاحظ المؤلفون أن الأستريول يحسن بشكل عام الأعراض لدى النساء المصابات بـ RRMS ، ولكن ليس في النساء المصابات بـ SPMS. 

#### الأساس الجزيئي لنشاط الاستروجين العصبي
في مقالة بحثية عام 2011 ، نشر فوسكول بيانات تكشف أن مستقبلات هرمون الاستروجين α (ERα) على الخلايا النجمية ، وليس الخلايا العصبية ، كان مسؤولًا عن الحد من أعراض EAE السريرية في الفئران. باستخدام نظام خروج المغلوب الجيني Cre-Lox ، تمكن فريق البحث من إزالة ERα من الخلايا العصبية وفي الفئران المنفصلة، إزالة ERα من الخلايا النجمية. وقد وجد أن الفئران المصابة بـ ERα طرحت في الخلايا النجمية، وقد شهدت زيادة في أعراض المرض السريري، والبلعوم والتهاب الخلايا التائية في الجهاز العصبي المركزي، وفقدان المحاور. لم تتم ملاحظة هذه الأعراض في الفئران التي أزيلت ERα من الخلايا العصبية بها. 

#### تجربة المرحلة الثانية من Estriol كعلاج للنساء مع RRMS
في عام 2016 ، تم نشر نتائج تجربة المرحلة الثانية ، التي شاركت فيها فوسكول، مع توضيح تفاصيل تجربة تم فيها علاج النساء المصابات بـ RRMS يوميًا باستخدام 8   ملغ استريول أو وهمي جنبا إلى جنب مع 20   mg خلات glatiramer عن طريق الحقن - وهو جهاز مناعي يستخدم حاليًا لعلاج التصلب المتعدد. وجد أن النساء اللاتي يعانين من علاج الاستريول لديهم انتكاسات أقل بكثير من المجموعة الثانية (0.25 انتكاسات في السنة و 0.37 انتكاسات / سنة على التوالي) ، مع كميات مماثلة من الأحداث الصحية السلبية الخطيرة أقنع نجاح هذه المحاكمة المؤلفين بالإبلاغ عن أن محاكمة المرحلة الثالثة لها ما يبررها. 

### مرض التصلب العصبي المتعدد والهرمونات الجنسية الذكرية
في عام 2008 ، نشرت فوسكول مع الدكتور ستيفان جولد وآخرون دراسة كشفت عن آثار علاج الرجال المصابين بالتصلب المتعدد مع جل 10 جم يحتوي على 100   ملغ التستوستيرون. استنادًا إلى التحول في التركيب الخلوي والكيميائي، خاصة انخفاض إنتاج خلايا IL-2 ، وزيادة في عامل نمو الإنتاج TGFβ1 ، وانخفاض في خلايا CD4 + T ، وزيادة في الخلايا القاتلة الطبيعية (القاتل الطبيعي) ، وجد أن قد يلعب التستوستيرون دورًا مهمًا في التعديل المناعي والحماية العصبية. 
في مقالة مراجعة عام 2009 ناقشت آثار الهرمونات الجنسية على التصلب المتعدد، لاحظت فوسكول وذهبت إلى تجربة صغيرة أجراها فريق بحثي برئاسة الدكتورة نانسي سيكوت  أشارت إلى أن التستوستيرون يمكن أن يكون فعالًا في الحفاظ على الأداء المعرفي وتقليل ضمور الدماغ.  ومع ذلك، لم تسفر هذه التجربة عن تأثير كبير على تشكيل آفات الدماغ.

## في وسائل الإعلام

### طبعة الصباح NPR
في عام 2014 ، شاركت فوسكول في مقابلة ناقشت الأستريول كعلاج محتمل للنساء المصابات بالتصلب المتعدد. ناقشت المقالة كيف يتم تحديد estriol كمرشح محتمل للعلاج من تعاطي المخدرات، بما في ذلك حكاية عن Melissa Glasser امرأة شهدت انخفاضًا في أعراض التصلب المتعدد أثناء كل حمل من حالات الحمل الأربعة. 

### NPR برلين
في عام 2016 ، اقتبست فوسكول في مقال يتناول التحيز بين الجنسين في الدراسة العلمية ؛ وأشارت إلى أن لدى الفئران من الذكور والإناث تطور مختلف للأمراض في نموذج التصلب الحيواني. 